# Serrières-sur-Ain
Serrières-sur-Ain ist eine französische Gemeinde mit 135 Einwohnern (Stand 1. Januar 2022) im Département Ain in der Region Auvergne-Rhône-Alpes. Sie ist dem Kanton Pont-d’Ain und dem Arrondissement Nantua zugeteilt.

## Geographie
Serrières liegt auf 317 m im südlichen französischen Jura-Gebirge, etwa 18 Kilometer östlich der Präfektur Bourg-en-Bresse und 54 Kilometer westlich der Stadt Genf (Luftlinie). Die Fläche des 8,18 km² großen Gemeindegebiets umfasst einen etwa acht Kilometer langen, schmalen Abschnitt des linken Ainufers. An der vom Ufer abgewandten Seite erhebt sich die Montagne de Berthiand, ein Höhenzug (Antiklinale) im Bugey, von dem sich zum Fluss hin immer wieder kleine Seitentäler öffnen.
Zur Gemeinde Serrières-sur-Ain gehören neben dem Hauptort noch die folgenden Weiler und Gehöfte:
- Sonthonnax-le-Vignoble (450 m) nördlich von Serrières in einer Sattelmulde 200 m oberhalb des Ain
- Merpuis (310 m) im Süden
- Malaval (460 m) eine Hofgruppe auf einem Felsabsatz zwischen zwei Taleinschnitten.

Nachbargemeinden von Serrières-sur-Ain sind Bolozon im Norden, Leyssard im Osten, Challes-la-Montagne und Poncin im Süden sowie Hautecourt-Romanèche im Westen.

## Geschichte
Archäologische Funde in zwei verschiedenen Höhlen in den Felsen oberhalb des Ain belegen, dass das Gebiet schon zur Bronzezeit besiedelt war. Erstmals urkundlich erwähnt wird Serrières im Jahr 1198. Vom 13. Jahrhundert bis 1402 gehörte es zur Herrschaft der Thoire-Villars, danach kam es unter die Oberhoheit der Grafen von Savoyen. Mit dem Vertrag von Lyon gelangte Serrières im Jahre 1601 an Frankreich. Die Ortschaft erlangte 1828 zusammen mit den oben erwähnten Weilern durch die Abtrennung von Leyssard den Status einer eigenständigen Gemeinde.

### Bevölkerungsentwicklung
| Jahr                       | 1962 | 1968 | 1975 | 1982 | 1990 | 1999 | 2006 | 2012 | 2021 |
| -------------------------- | ---- | ---- | ---- | ---- | ---- | ---- | ---- | ---- | ---- |
| Einwohner                  | 91   | 81   | 63   | 64   | 71   | 79   | 111  | 125  | 134  |
| Quellen: Cassini und INSEE |      |      |      |      |      |      |      |      |      |

Mit 135 Einwohnern (Stand 1. Januar 2022) gehört Serrières-sur-Ain zu den kleinen Gemeinden des Départements Ain. Nachdem die Einwohnerzahl während des 20. Jahrhunderts kontinuierlich abgenommen hatte (1901 wurden noch 269 Personen gezählt), wurde seit Beginn der 1990er Jahre wieder eine leichte Bevölkerungszunahme verzeichnet.

## Sehenswürdigkeiten
Die zum Ain hinabführenden Seitentäler sind stellenweise so steil, dass dort zu niederschlagsreichen Zeiten Wasserfälle entstehen. Der Ain bildet im Bereich von Serrières einen etwa vier Kilometer langen Stausee, aus dem in der Barrage d'Allement Elektrizität gewonnen wird. Durch das Fluten des Tals musste 1959 das Brückenbauwerk der D979 ersetzt werden, so dass heute eine Betonbogenbrücke von 125 Meter Spannweite den aufgestauten Fluss in 45 Meter Höhe überspannt.
Die Kirche Saint-Maurice in Serrières wurde 1897 fertiggestellt als Ersatz für eine baufällige Vorgängerkapelle. 

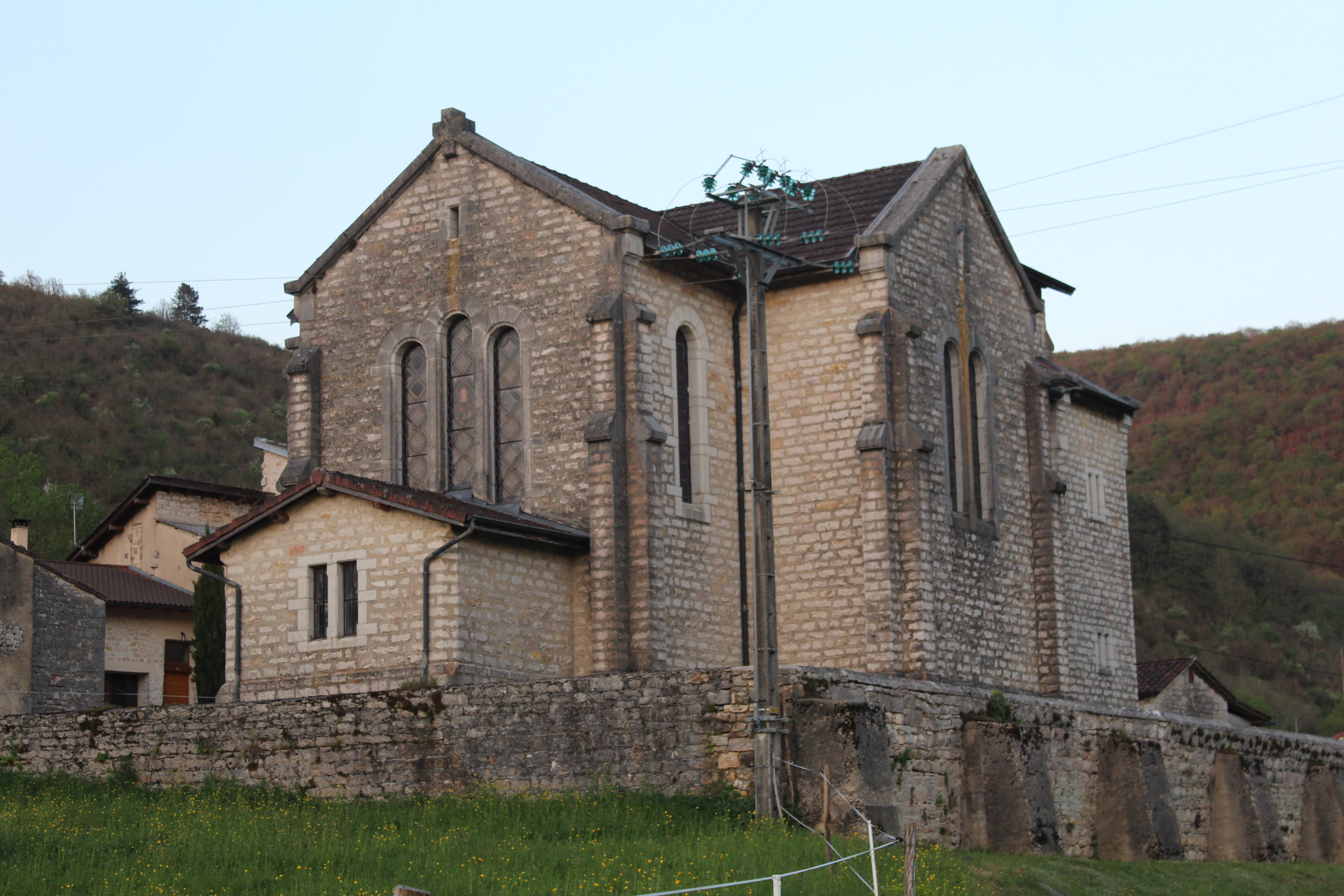
Kirche Saint-Maurice
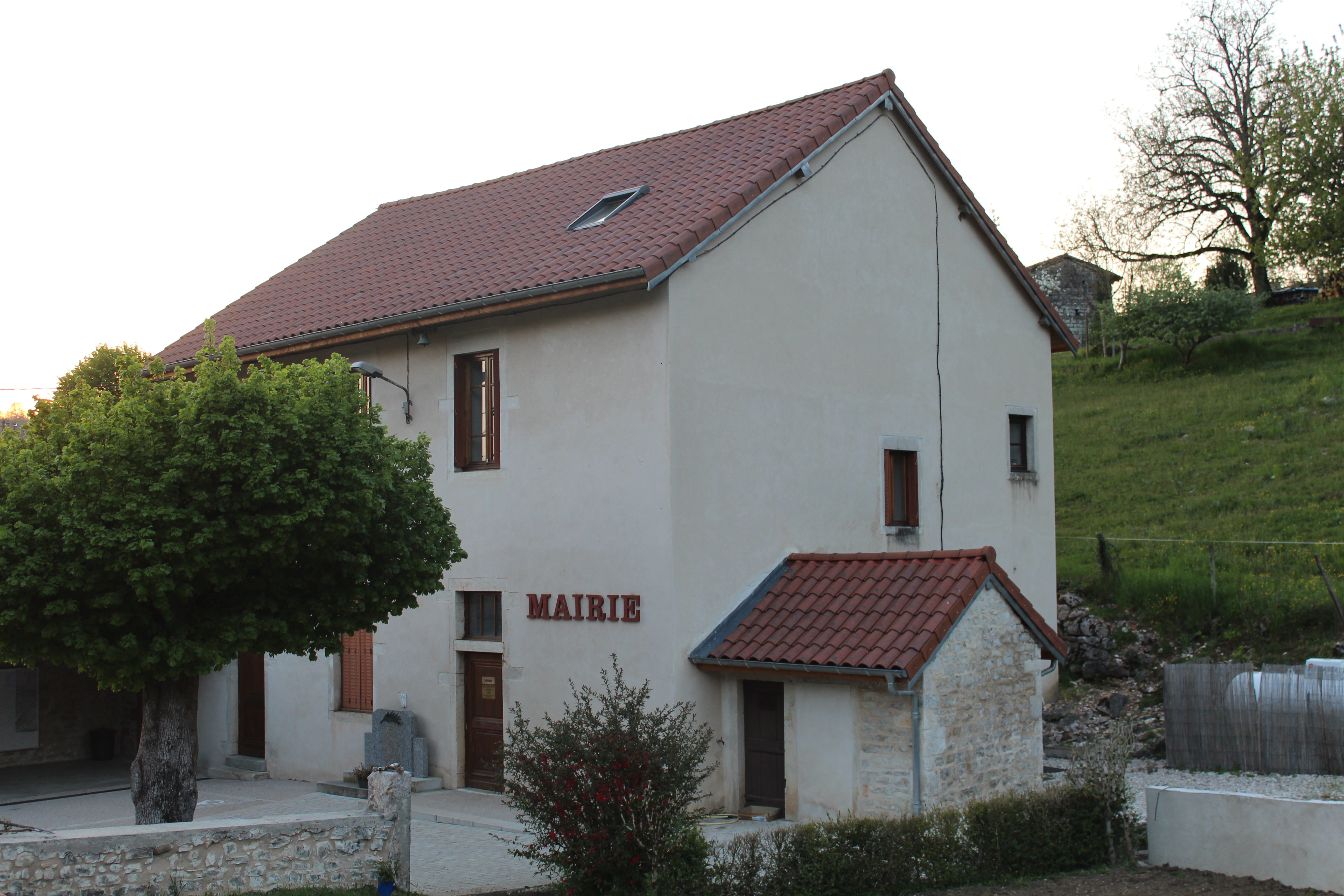
Rathaus (mairie)
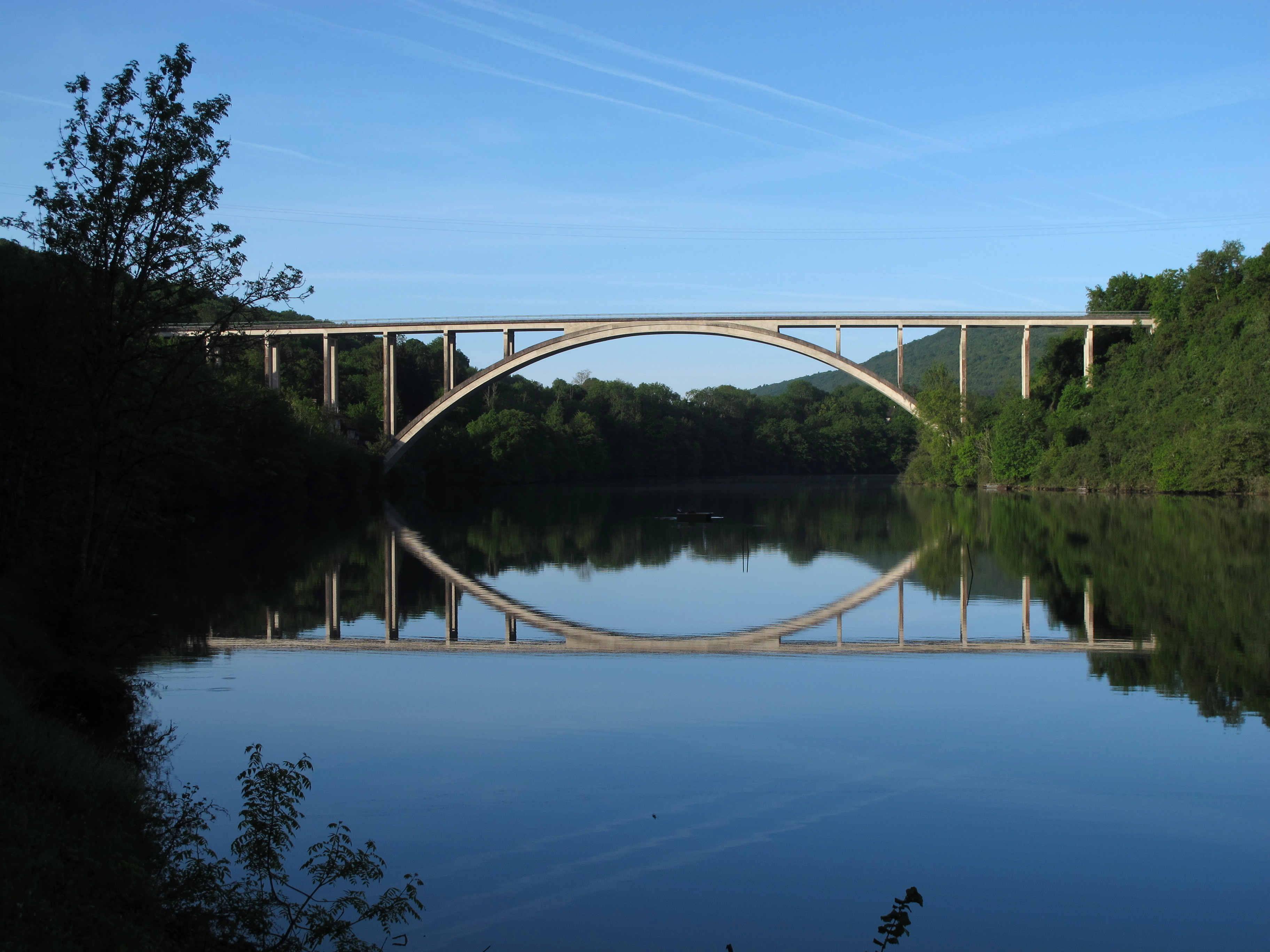
Straßenbrücke über den Ain
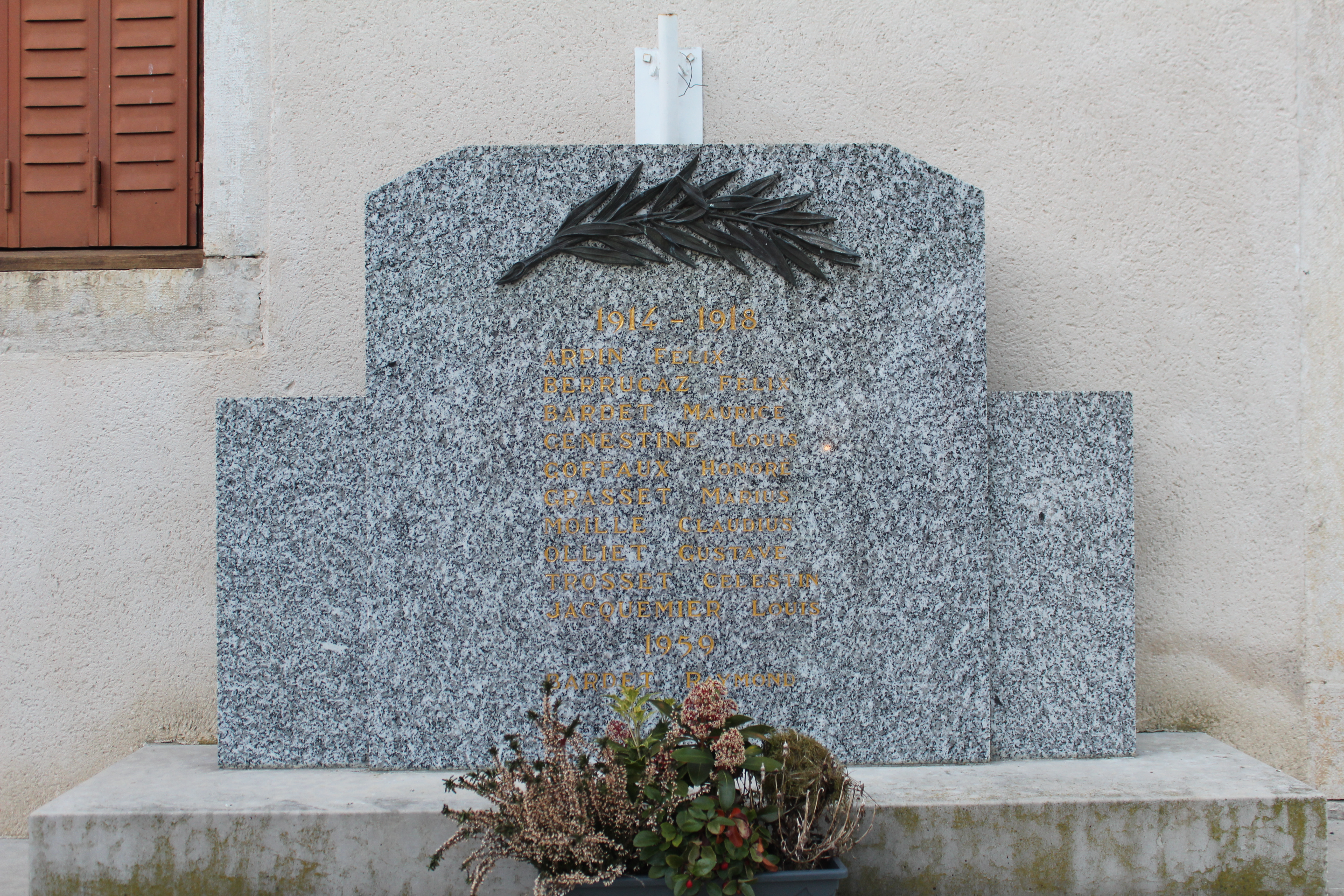
Gefallenendenkmal

## Wirtschaft und Infrastruktur
Serrières-sur-Ain war bis weit ins 20. Jahrhundert hinein ein vorwiegend durch die Landwirtschaft, insbesondere Milchwirtschaft und Viehzucht, sowie die Forstwirtschaft geprägtes Dorf. Mittlerweile ist Serrières zu einer Wohngemeinde geworden, fast alle Erwerbstätigen sind Wegpendler, die in den größeren Ortschaften der Umgebung ihrer Arbeit nachgehen. Ein erheblicher Anteil der Häuser im Ort sind Zweitwohnsitze oder stehen leer.
Die Departementsstraße D979 verläuft als direkte Verbindungsstraße zwischen Nantua und Bourg-en-Bresse quer zu den Höhenzügen des Jura und schließt die Gemeinde an das regionale Straßennetz an. Bei Serrières überquert sie den Ain und steigt dann auf dem Gemeindegebiet steil zum Pass Col de Berthiand an. Eine entlang des Ain verlaufende Straße verbindet den Weiler Merpuis mit Serrières und der Nachbargemeinde Poncin.  Die nächste Verbindung an das regionale Autobahnnetz ist die 15 Kilometer entfernte Anschlussstelle „La Croix Châlon“ an der A404.